# إسماعيل دوداي أبكر
إسماعيل دوداي أبكر، من مواليد 1 يناير 2004، لاعب حواجز قطري، شارك في عدة بطولات آسيوية وحصل على عدة ميداليات في مناسبات سابقة.